# Pallacanestro Cantù 1970-1971
Questa voce raccoglie le informazioni riguardanti la Pallacanestro Cantù nelle competizioni ufficiali della stagione 1970-1971.

## Stagione
La stagione 1970-1971 della Pallacanestro Cantù sponsorizzata Forst, è la 16ª nel massimo campionato italiano di pallacanestro, la Serie A.

## Roster
- Carlo Recalcati
- / Alberto De Simone
- Fabrizio Della Fiori
- Antonio Farina
- Giancarlo Lazzari
- Bob Lienhard
- Pierluigi Marzorati
- Dante Masocco
- Paolo Viola
- Danilo Zonta

Allenatore:  Arnaldo Taurisano

## Mercato
| Acquisti | Acquisti     | Acquisti         | Acquisti   |
| R.       | Nome         | da               | Modalità   |
| -------- | ------------ | ---------------- | ---------- |
| C        | Bob Lienhard | Georgia Bulldogs | definitivo |

| Cessioni | Cessioni          | Cessioni    | Cessioni       |
| R.       | Nome              | a           | Modalità       |
| -------- | ----------------- | ----------- | -------------- |
| AG       | Ed Siudut         |             | fine contratto |
| C        | Luciano Vendemini | Cierre Asti | prestito       |